# Klingervattnet (Frostvikens socken, Jämtland, 716876-144120)
Klingervattnet är en sjö i Strömsunds kommun i Jämtland och ingår i Ångermanälvens huvudavrinningsområde. Sjön har en area på 0,204 kvadratkilometer och ligger 647,1 meter över havet. Klingervattnet ligger i Frostvikenfjällen Natura 2000-område. Sjön avvattnas av vattendraget Jemesjaureån. Vid provfiske har öring fångats i sjön.

## Delavrinningsområde
Klingervattnet ingår i det delavrinningsområde (716956-144137) som SMHI kallar för Utloppet av Klingervattnet. Medelhöjden är 741 meter över havet och ytan är 2,58 kvadratkilometer. Det finns inga avrinningsområden uppströms utan avrinningsområdet är högsta punkten. Jemesjaureån som avvattnar avrinningsområdet har biflödesordning 5, vilket innebär att vattnet flödar genom totalt 5 vattendrag innan det når havet efter 305 kilometer. Avrinningsområdet består mestadels av skog (44 procent) och kalfjäll (48 procent). Avrinningsområdet har 0,2 kvadratkilometer vattenytor vilket ger det en sjöprocent på 7,9 procent.